# Pitch bend
Pitch bend (Engels voor "verbuiging van de toonhoogte") is een functie op synthesizers, (MIDI-)keyboards en de meeste overige MIDI-controllers.
Op bijna alle synthesizers bevindt zich links van het toetsenbord een pitch bend controller. Deze is uitgevoerd als "stick" of "wheel".
De mate van pitch bending kan meestal per synthesizer-geluid apart worden ingesteld, in eenheden van halve tonen. Bij oudere analoge synthesizers kon pitchbending traploos worden ingesteld.

## Uitvoeringen
De pitch bend stick (pookje) komt o.a. voor bij de meeste synthmodellen van Roland en is in deze modellen geïntegreerd met de controller voor modulatie van de toon (waarmee bijvoorbeeld een vibrato-effect of filtering van het geluid kan worden verkregen). Van links naar rechts bewegen van de stick zorgt voor pitchbending van het geluid (naar links: glissando omlaag, naar rechts: glissando omhoog), terwijl modulatie wordt verkregen door de stick verticaal te bewegen.
De pitch bend wheel (wieltje) wordt aangetroffen bij o.a. Korg en Casio synthesizer-typen en lijkt enigszins op een scrollwieltje. Naar boven draaien van de controller verhoogt de toonhoogte, omlaag draaien zorgt voor een glissando naar beneden. (De wheel-controller voor modulatie bevindt zich in dit geval bijna altijd vlak naast de pitch bend wheel.)

## MIDI
Pitch bend is geïmplementeerd in het MIDI-protocol. Het MIDI-protocol kent discrete waarden van 0 tot 127. Gebleken is dat deze "resolutie" te grof is om realistische glissandi te creëren. Om die reden bestaat de pitch bend MIDI-boodschap uit twee parameters die samengevoegd zijn tot één parameter met een 14-bits resolutie die 16.384 verschillende waardes kan aannemen. 